# Robert Heiss
Robert Heiss (Múnich, Alemania; 22 de enero de 1903-Friburgo de Brisgovia; 21 de febrero de 1974) fue un filósofo y psicólogo alemán.

## Biografía
Robert Heiss nació en Múnich como hijo del trabajador postal Robert Heiss y su esposa Eugenie Heiss. De 1922 a 1926 estudió filosofía, psicología y sociología. En 1926 se doctoró de la Universidad de Gotinga con su disertación La filosofía de la lógica y la negación. En 1928 completó su habilitación como asistente no regular en la Universidad de Colonia con la obra Lógica de la contradicción, allí perteneció al círculo alrededor de Nicolai Hartmann. Desde 1936 fue profesor asociado no funcionario de filosofía en Colonia, desde 1938 director del Instituto de Psicología Experimental y desde 1939 profesor adjunto funcionario.
Como muchos psicólogos de su generación tuvo que trabajar como experto en personal de 1939 a 1942, inicialmente como psicólogo del ejército y de 1940 a 1942 como psicólogo de la fuerza aérea, hasta que se disolvió la psicología de la fuerza aérea. En 1942 se le ofreció la cátedra de filosofía y psicología en la Universidad de Friburgo, que inicialmente representó y asumió en 1943. En 1944, fundó allí el Instituto de Psicología y Caracterología. En vista de las fuentes contradictorias, sigue siendo muy cuestionable si realmente había sido miembro del NSDAP desde el 1 de octubre de 1940, como sugiere una ficha en los Archivos Federales. En el Archivo Federal (Centro de Documentación) falta la solicitud de afiliación, la referencia a la entrega de la cédula de partido y los recibos de pago de las cotizaciones. La información de Ernst Klee El léxico personal del Tercer Reich. Quién era qué antes y después de 1945. Edición Kramer. Frankfurt am Main, (2010), von Leaman, Tilitzki y otros autores se equivocan, al menos con respecto al presunto año de entrada. En el cuestionario de personal solicitado oficialmente con fecha del 9 de enero de 1943, Heiss negó ser miembro de un partido. En un comunicado fechado el 17 de junio de 1946, informó que en octubre de 1943 había sido designado erróneamente como miembro del partido. No se puede descartar una confusión con el profesor de medicina Robert Heiss, quien también nació en Múnich. Las declaraciones hechas por los líderes de los conferenciantes nazis en los archivos de personal muestran que en varias ocasiones se había encontrado con fuertes preocupaciones políticas y se lo consideraba políticamente poco confiable.
Después de la guerra, fue confirmado en el cargo por el gobierno militar francés en noviembre de 1945 y, como políticamente libre, fue decano de la facultad filosófica en 1946.

## Trayectoria
Perteneció a la generación de profesores de psicología que fueron reconocidos como filósofos a través de sus estudios y sus primeras publicaciones. En la psicología académica de esa época, era más un forastero, ya que no provenía de una psicología experimental ni de una tradición de psicología fenomenológica o enfáticamente humanista. Hot fue esencialmente influenciado por Sigmund Freud, pero también por Erich Rothacker y Ludwig Klages así como por Ernst Kretschmer y su psicología médica. Pertenecía al círculo del filósofo Nicolai Hartmann. Se sintió particularmente atraído por los grandes dialécticos de Georg Wilhelm Friedrich Hegel, Søren Kierkegaard y Karl Marx. Escribió sobre ellos y su propio pensamiento sobre la “dialéctica y dinámica” de la persona que debe entenderse bajo esta influencia. Desarrolló esta perspectiva en su doctrina del carácter (1936/1949) y en la escritura programática Person als Prozess (1948). Su enfoque de la psicología diagnóstica se basó en las herramientas de diagnóstico disponibles y en las tareas prácticas, i. H. Asesoramiento, diagnósticos psicológicos de neurosis, informes forenses.
En sus estudios de carácter había diseñado una visión de la personalidad que era inusual para esa época. Amplió la noción de rasgo relativamente constante, que es habitual en la tradición de la caracterología, haciendo hincapié en el desarrollo continuo de los rasgos de personalidad. No era la estructura o la estructura de la personalidad lo que era esencial para él, sino el proceso de solidificación en el que se desarrollan estas características. Por tanto las propiedades son ambiguas y es necesario conocer su proceso de solidificación para poder evaluarlas. Basó sus interpretaciones en argumentos motivacionales y especialmente psicológicos profundos y se refirió al impulso y la inhibición, a las crisis y trastornos de la personalidad, a desarrollos con regresión, Destrucción y redespliegue de la personalidad, así como formas límite como la conducta compulsiva. Estos procesos deben describirse mediante las propiedades del proceso en las que aparecen las formas de impulsión internas. Por el contrario, son a través de diagnóstico psicológico de tales características del proceso para registrar las formas pulsionales subyacentes y los cambios dinámicos en términos de labilización, estabilización y solidificación. El proceso de solidificación no puede explicarse únicamente mediante un proceso de aprendizaje, porque los supuestos teóricos son mucho más amplios que las concepciones teóricas del aprendizaje de la ciencia del comportamiento. Pensamiento candente de autorregulación, influencias sociales y situacionales, impulsos dinámicos-inconscientes y el control voluntario e inteligente de experiencias y afectos. La interpretación psicológica de estos procesos dinámicos condujo a una nueva comprensión de la persona como proceso y a la metodología del análisis de procesos.
El inusual nombre de su instituto debería hacer justicia a las dos tradiciones, la psicológica experimental y la basada en el carácter. En Friburgo, las pruebas proyectivas dirigidas en caliente, las pruebas de inteligencia, la grafología y la psicología de la expresión y junto con su equipo surgieron a lo largo de los años, con destaques entre 1950 y 1970, un enfoque de formación como ningún otro Instituto de Psicología en Alemania. Hot fue editor del manual Diagnostic Psychology y editor o coeditor de la revista para la psicología diagnóstica y la investigación de la personalidad (más tarde Diagnostica ), laInvestigación psicológica y Revista de estudios humanos.
Los métodos psicológicos de prueba utilizados y la grafología en la que se basó esta investigación del proceso psicológico se consideran ahora métodos muy problemáticos y por lo tanto se han vuelto poco comunes en los institutos y en la formación. Con esto, el enfoque de la psicología diagnóstica defendido por Heiss había perdido en gran medida su base empírica. Sin embargo, sigue siendo el requisito básico para la investigación de procesos. Esto se aplica básicamente a su concepto teórico y también a muchas de las reglas metodológicas de interpretación psicológica.